# Rhigozum
Rhigozum, biljni rod iz porodice katalpovki smješten u tribus paleotropske klade . Sastoji se od 7 vrsta grmova ili drveća rasprostranjenog po južnoj tropskoj i južnoj  Africi, Madagaskaru i jugu Arapskog poluotoka. 

## Etimologija
Latinsko ime roda Rhigozum je izvedeno iz grčkog rhigios što znači krut i ozos, grana, što se odnosi na krute grane biljke. 

## Opis
Trnovito grmlje ili malo drveće. Listovi kratki (do 5 cm), skupljeni na jastučićima, jednostavni, 1-parni ili neparnoperasti. Cvjetovi pojedinačni ili u snopićima. Čaška 5-zubasta. Vjenčić zvonast s 5 raširenih režnjeva, žut. Prašnika 5. Ovarij 2-lokularan. Plod spljoštena čahura. Sjemenke krilate.

## Vrste
1. Rhigozum brevispinosum Kuntze
2. Rhigozum madagascariense Drake;  madagaskarski endem.
3. Rhigozum obovatum Burch.
4. Rhigozum somalense Hallier f.
5. Rhigozum trichotomum Burch.;  tipična vrsta
6. Rhigozum virgatum Merxm. & A.Schreib.
7. Rhigozum zambesiacum Baker